# Sielsowiet Miasota
Sielsowiet Miasota (biał. Мясоцкі сельсавет, ros. Мясотский сельсовет) – sielsowiet na Białorusi, w obwodzie mińskim, w rejonie mołodeczańskim. Od 2015 siedziba urzędu mieści się w Wywierach (wcześniej w Miasocie).

## Miejscowości
- agromiasteczko:
  - Wywiery
- wsie:
  - Czerczenowo
  - Domanowo
  - Koszewniki Wielkie
  - Krynica
  - Kuromszyce
  - Kutlany
  - Kuty
  - Łazawiec
  - Miasota
  - Pisarzewszczyzna
  - Plosa
  - Rajewszczyzna
  - Raszatki
  - Ruchle
  - Samale
  - Sieliwonówka
  - Słobódka
  - Sznury
  - Tatarszczyzna
  - Wieredowo
  - Zahorskaje (d. Wołki)
  - Zaraczanskaja (d. Byczyńszczyzna)
- osiedle:
  - Sasnowy Bor
- nieistniejące wsie:
  - Pieczyszcze